# John Dyer
John Dyer, född 1699 i Aberglasney, död den 15 december 1757, var en walesisk poet som skrev på engelska.
Fadern, Robert Dyer, var en aktad advokat och lockade in sonen på den juridiska banan efter att denne studerat vid Westminster School. John Dyer hade dock mer konstnärliga intressen, och efter faderns död började han studera konst i London, året var då 1720. Några år därefter försörjde han sig som kringresande konstnär i södra Wales och norra England, dock utan att riktigt slå igenom. I mitten av tjugotalet, 1724–1725, begav han sig till Rom, såsom många andra konstnärer, för att vidga sina vyer och studera konsten där. Olyckligtvis fick han malaria, något som satte ett livslångt spår i hans kropp.
Icke framgångsrik med bildkonsten (även om han inte gav upp denna förrän 1741) försökte han sig på poesin, med bättre resultat. Grongar Hill från 1726 sägs vara hans bästa verk, där han i textform fick nytta av sin bildkonstnärliga blick. I detta poem skildras topografiskt med en enkel stil hans sydwalesiska barndomslandskap, Towy-dalen, från en höjd, och det var det första poemet i sin tid som uteslutande behandlade naturen. År 1740 följde han upp med The ruins of Rome, en storslagen dikt där han naturligtvis drog nytta av sina förstahandskunskaper av att personligen ha bevistat Rom och dess ruinbeströdda Romerska campagnan. Schematiskt är dikten tudelad, där den första delen handlar om ruinernas estetik; måleriskt skildrar han sceneriet och ser förtjusat och melankoliskt på det fragmentariska och söndervittrade ur skönhetsperspektiv. Detta är äkta ruinromantik och engelsk förromantik. Hela Roms historia finns inbäddad i Dyers samtids Rom; det är ett upplevelselandskap, som han menar föder fantasin. Andra delen är mer nyklassicistisk och historiefilosofisk – var gick det fel för romarna? Dyer menar att många dygder, såsom modet, det samhälleliga kuraget, enkelheten, gick förlorade allteftersom Rom blev mer och mer imperialistiskt. All lyx som den romerska eliten började omge sig med förklenade dem; de sänkte garden för annalkande problem. Det underliggande budskapet i denna del av dikten är att problematiken går att överföra till Dyers samtida England. The ruins of Rome rönte dock ingen riktig framgång.
Året därpå, 1741, prästvigdes John Dyer, och följde då den kyrkliga bana som många poetkolleger i hans tid inrättade sig i. Han flyttade runt och hamnade i Coningsby på femtiotalet, där han levde och verkade i sin prästerliga gärning resterande delen av sitt liv. Innan dess hade han gift sig med en kvinna, som han gärna ville tro var en släkting på sidolinjen till Shakespeare. De fick tre döttrar och en son. År 1757 kom hans sista stora verk ut, lärodikten The fleece, där han behandlade ullhandeln; någon succé blev den inte. Samma år avled John Dyer, av tuberkulos eller ett uppblossande av den envisa malarian.
Som kuriosum kan nämnas att Wordsworth ansåg Dyer värdig en sonett – To the poet, John Dyer – komponerad 1811, publicerad 1820.